# (Shake, Shake, Shake) Shake Your Booty
(Shake, Shake, Shake) Shake Your Booty är en discolåt, skriven av Harry Wayne Casey och Richard Finch som lanserades av deras grupp KC & the Sunshine Band 1976. Låten kom att bli gruppens tredje USA-etta på Billboard Hot 100, och blev även en stor hit i Europa. Den togs med på deras album Part 3.
Frank Zappa parodierade låttiteln några år senare då han släppte sin dubbel-LP Sheik Yerbouti.

## Listplaceringar
- Billboard Hot 100, USA: #1[1]
- UK Singles Chart, Storbritannien: #22[2]
- RPM, Kanada: #1[3]
- Tyskland: #23[4]
- Nederländerna: #11[5]
- VG-lista, Norge: #9[6]
- Topplistan, Sverige: #12[7]